# Semienaria descarpentriesi
Semienaria descarpentriesi är en skalbaggsart som beskrevs av Dewailly 1950. Semienaria descarpentriesi ingår i släktet Semienaria och familjen Melolonthidae. Inga underarter finns listade i Catalogue of Life.